# Кокимбо Унидо
Кокимбо Унидо (на испански: Coquimbo Unido), е чилийски професионален футболен отбор от Кокимбо в едноименния регион. Основан е на 15 август 1957 г. Играе в чилийската втора дивизия. Двукратен вицешампион на Примера Дивисион и двукратен шампион на дивизия.

## История
Само шест години след основаването на отбора той вече играе в първа дивизия, но с посредствени резултати и остава там три сезона. До 90-те години още два пъти стига до елита, но отново без да постигне нещо запомнящо се, а във втора дивизия печели шампионата през 1962 и 1977 г. През 1990 г. Кокимбо Унидо завършва на второ място във втора дивизия, с което печели промоция и поставя началото на най-успешния период в историята си. Още следващата година печели второто място в Примера Дивисион и право на участие в турнира за Копа Либертадорес. В неговото издание през 1992 г. обаче остава на последно място в предварителната група с една победа и едно равенство в осем мача. През следващите години Кокимбо Унидо не може да повтори това си представяне, завършвайки предимно в средата на красирането и въпреки че няколко пъти се налага да играе баражи за оставане в елита, остава в тази дивизия до 2007 г. Преди това обаче, в турнира Апертура през 2005 г., отново заема второто място, след като на финала губи от Унион Еспаньола с общ резултат 4:2.

## Футболисти

### Известни бивши футболисти
- Карлос Кармона
- Марсело Коралес
- Серхио Аумада
- Хорхе Варгас

## Успехи
- Примера Дивисион:
  - Вицешампион (2): 1991, 2005 А
- Примера Б:
  - Шампион (2): 1962, 1977
  - Вицешампион (2): 1966, 1990
- Кампеонато де Апертура де ла Сегунда Дивисион де Чиле:
  - Финалист (1): 1970

## Рекорди
- Най-голяма победа: 6:0 срещу Кобресал, 1999 г.
- Най-голяма загума: 9:1 срещу Кобрелоа, 1999 г.
- Най-много голове в Примера Дивисион: Марсело Коралес – 56